# Умански район
Умански район (на украински: Уманський район) е район на Черкаска област, Централна Украйна. Центърът на района е град Уман. Населението на района е 257 500 души (2020). 

## История
На 18 юли 2020 г., като част от административната реформа на Украйна, броят на районите на Черкаска област е намален на четири, а територията на Умански район е значително разширена. Четири предишни района – Жашковски, Манковски, Монастирищенски и Христиновски, както и град Уман, който преди това е град с областно значение извън района, са включени в Умански район.

## Подразделения
След реформата от 2020 г. районът се състои от 13 громади.